# I2P
I2P（The Invisible Internet Project: 「不可視インターネットプロジェクト」）とは、コンピュータネットワークによる通信の始点と終点を匿名化し、さらに端点間の通信内容も暗号化するという方法で匿名化されたネットワークを構成するソフトウェア、およびプロトコルの名称である。
I2Pにおける通信では端点は暗号化された識別子（公開鍵暗号の鍵ペアにもとづく）によってネットワーク上で一意に識別される。TCP/IPによる通信がホスト名（IPアドレス）とポート番号によって一意に識別される事と似ている。このI2Pの端点識別子からはIPアドレスを知る事ができないため、ネットワークの利用者、サービス提供者ともに匿名での通信が可能になっている。
I2Pは既存のTCP/IPネットワークの上にオーバレイされたネットワークとして機能する。I2PネットワークのAPIを直接使ったアプリケーションの開発が計画されているが、今のところ存在しない。かわりに、既存のアプリケーションをI2Pネットワークを通信路として利用できるようにするためのブリッジ（プロキシ）ソフトウェアI2PTunnelが提供されている。

## メリット
- I2PTunnelを利用する事で、IPアドレスを公開する事なくWWWサーバやIRCサーバを提供する事ができ、利用者側もIPアドレスを秘匿してサービスを受ける事ができる。Apache HTTP ServerやMozillaなど既存のソフトウェアをそのまま利用できるのが利点である。

## デメリット
- デフォルトで用意されているI2P HTTP PROXY(127.0.0.1:4444)にはoutboundproxyとしてfalse.i2pが指定されているため、これを通してI2Pネットワーク内だけでなく通常のWebにもアクセスできるが非常に重たい。この機能は専らおまけ程度のものであり、I2PはI2P外のネットワークにアクセスする手段には適していない。
- 起動し始めて実際に使えるようになるまで数十秒間～1分間ほどのラグを要する。
- よく知られている匿名ソフトウェアTorとは対照的に、使用するためにしなければならない設定が幾つかある。

## ソフト
現在、Windows、Mac、Linux、Android向けにソフトが提供されておりJavaがあれば作動し、操作はブラウザ上で行う。
- I2PSnark I2Pで標準的に実装されているBitTorrentクライアント
- Vuze I2Pネットワークに対応したプラグインが提供されているBitTorrentクライアント
- Susimail I2Pネットワークを通してのみ送受信可能なメールサービス
- HiddenService(eepsite) I2Pネットワークを通してのみ閲覧可能なWebサーバー